# Magnesiocarpholite
La magnesiocarpholite è un minerale appartenente al gruppo della carpholite.